# Fahrzeugausstattung

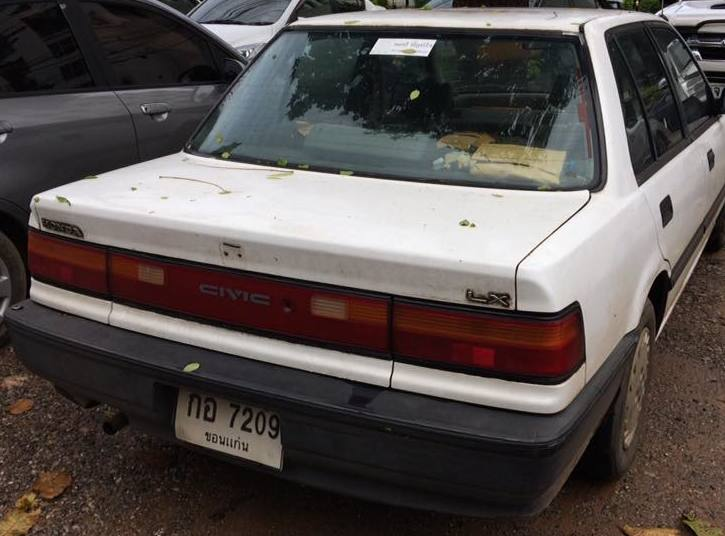
LX Abzeichen an Honda Civic, bezeichnet die höchstmögliche Ausstattung

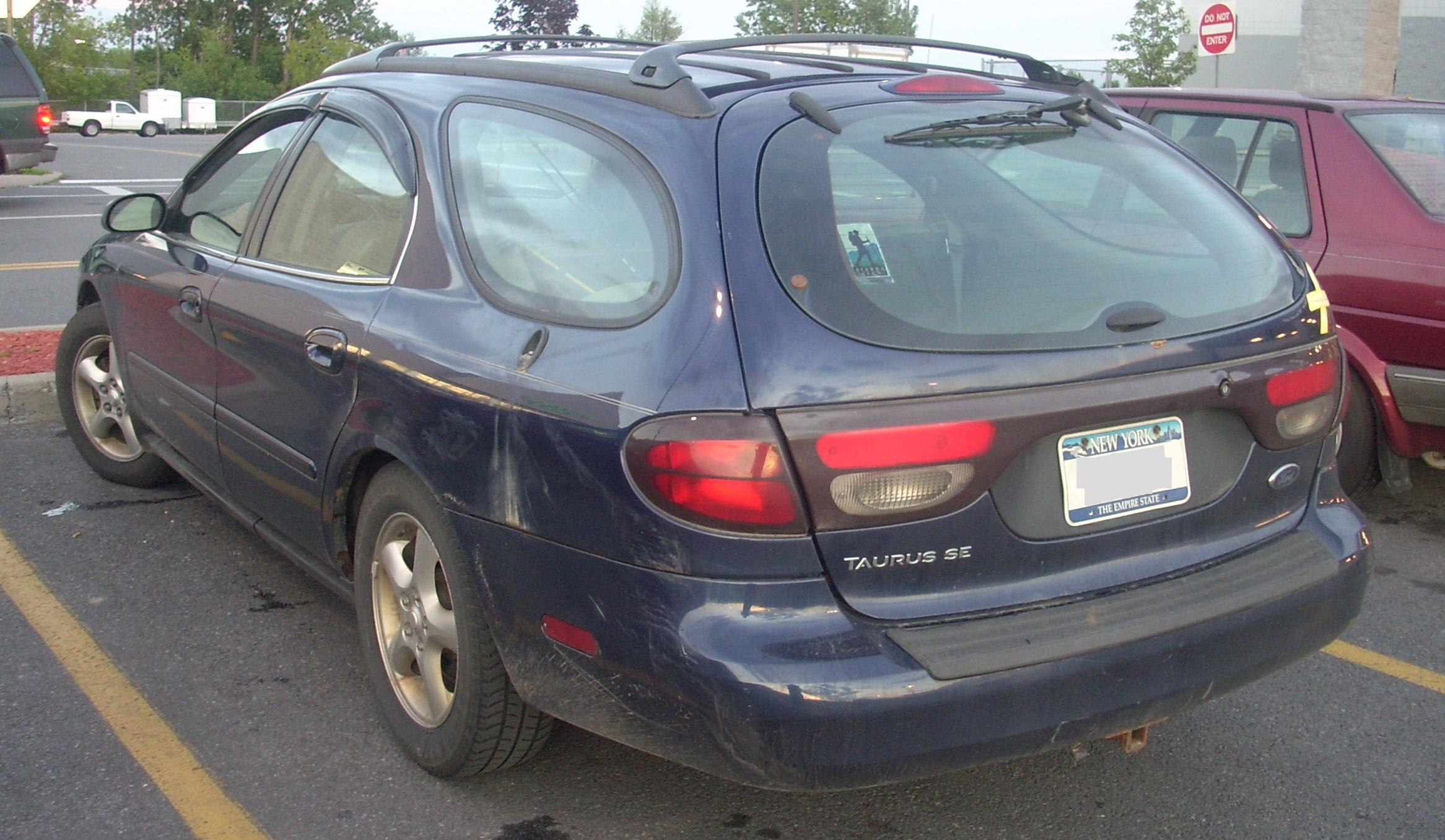
SE Abzeichen am Ford Taurus, bezeichnet die niedrigstmögliche Ausstattung

Ausstattungsvarianten werden von Herstellern verwendet, um das Ausstattungsniveau oder die besonderen Merkmale eines Kraftfahrzeugs zu identifizieren. Die Ausstattung eines bestimmten Fahrzeugs hängt auch von den Optionspaketen oder einzelnen Optionen ab, mit denen das Fahrzeug bestellt wurde.

## Verwendung
Für ein bestimmtes Automodell gibt die Ausstattungsvariante an, welche Ausstattungen und Funktionen zur Grundausstattung gehören. Ein Autokäufer kann diese Grundausstattung durch Ausstattungspakete oder individuelle Optionen ergänzen. Die Ausstattungsvariante mit den wenigsten Ausstattungen/Features wird als „Basismodell“, oder Grundausstattung bezeichnet. Die Ausstattungsvariante mit den meisten Ausstattungen wird als „höchste Ausstattung“ oder „volle Ausstattung“ bezeichnet. Unterschiede zwischen Ausstattungsvarianten bestehen typischerweise in der Innenausstattung (z. B. Ledersitze und Rückfahrkameras) und kosmetischen Unterschiede;
Manchmal kann eine Ausstattungsvariante jedoch mechanische Änderungen beinhalten, wie z. B. andere Motoren, Federungen oder Allradantriebssysteme.